# Iqbal Al Asaad
Pour les articles homonymes, voir Asaad et Iqbal.
Iqbal Mahmoud Al Assad (en arabe : إقبال محمود الأسعد), née le 2 février 1993, est une médecin palestinienne. 
Réfugiée palestinienne au Liban, elle est connue pour avoir fini ses études secondaires à l'âge de 13 ans et pour avoir été, à l'âge de 20 ans, déclarée la plus jeune médecin du monde. Ces deux records ont été validés par le Guinness Book des records.

## Biographie
Iqbal Mahmoud Al Assaad est née le 2 février 1993, d'un père palestinien et d'une mère libanaise. Elle a grandi à Bar Elias, un petit village dans la vallée de la Bekaa au Liban.
Dès son plus jeune âge, elle a fait preuve de capacités exceptionnelles pour ses études. Ainsi elle a eu besoin de seulement un an pour faire l’école maternelle, de deux pour le cycle primaire et deux de plus pour le collège. En 2006, alors qu'elle n'a que 13 ans, elle termine son cursus secondaire avec une maîtrise de biochimie et une maîtrise de mathématiques. Cela fait d'elle la diplômée du secondaire la plus jeune à l’époque,.
Ses visites dans les camps de réfugiés palestiniens, où elle remarque la pauvreté des réfugiés et la difficulté pour les enfants malades à obtenir les soins médicaux dont ils ont besoin, lui inspirent sa destinée : elle veut devenir pédiatre.
En 2006, elle attire l'attention de Cheikha Mozah, présidente de la fondation du Qatar pour l’Éducation, la Science, et le Développement communautaire, épouse de Hamad ben Khalifa Al Thani, l’émir du Qatar. Grâce à Cheikha Mozah, Iqbal Al Asaad bénéficie, en reconnaissance de ses aptitudes exceptionnelles, d'une Bourse pour aller étudier la médecine à l'université Weill Cornell au Qatar. Sept ans plus tard, à 20 ans, elle termine avec succès ses études de médecine et devient, de fait, la docteur la plus jeune du monde.
Son diplôme en poche, elle souhaite alors rentrer chez elle et ouvrir un cabinet dans son village de la Bekaa. Mais elle ne peut pas réaliser son projet, les Palestiniens n’ayant pas le droit d’exercer les professions d’avocat et de médecin au Liban.
Après un refus des autorités israéliennes de la laisser ouvrir un cabinet en Cisjordanie , elle part aux États-Unis grâce à une nouvelle Bourse délivrée par le Qatar afin de suivre une spécialisation en pédiatrie et travailler dans l’hôpital pour enfants de Cleveland en Ohio.

## Récompenses et distinctions
- Iqbal Mahmoud Al Assad a été honoré par le président libanais Michel Suleiman et par l'Autorité nationale palestinienne[7].
- Prix du meilleur chercheur en cardiologie de l'hôpital pour enfants de Philadelphie (Projet: "Caractéristiques des patients et des quartiers en tant que prédicteurs de survie dans les arrestations pédiatriques hors hôpital")[8].
- Bourse de la fondation du Qatar animé par le ministère libanais de l'Education[9].